# Якобеус, Антон Христиан
Антон Христиан Якобеус (швед. Anton Christian Jacobæus; 1911, Стокгольм, Швеция — 1988) — шведский инженер, д. т. н., известный своим научным вкладом в теорию телетрафика, особенно в области проектирования «квадратных коммутаторов», используемых в телефонных коммутационных станциях.

## Биография
Антон Христиан родился в семье Ганса Христиана Якобеуса (1879—1937), шведского терапевта, профессора Каролинского института, члена Нобелевского комитета.
В 1933 году Антон Христиан закончил Королевский технологический институт с учёной степенью магистра в области электротехники, и в 1935 году поступил на работу в компанию «Эрикссон», где и работал всё время своей профессиональной карьеры.
В 1950 году, также в KTH, Якобеус получил степень доктора наук в электротехнике. Его диссертация, названная «Исследование потерь в звеньевых системах связи» (англ. A study of congestion in link systems) явилась удобным инструментом проектирования «квадратных коммутаторов» (англ. Crossbar Switches). В том же году Якобеус стал техническим директором, затем, с 1963 года, старшим вице-президентом, вплоть до выхода на пенсию в 1976 году. После этого Якобеус продолжил службу в качестве консультанта сотрудников компании «Эрикссон».
В 1957—1988 годах Якобеус являлся членом Шведской королевской академии инженерных наук, а в 1979—1981 годах был её вице-председателем. С 1974 года Якобеус состоит членом Шведской королевской академии наук, и, с 1977 года, членом ассоциации IEEE. В 1979 году Антон Христиан Якобеус награждён Золотой медалью имени Александра Грэма Белла.

## Работы

### Патенты
- United States Patent 2679552: Cross-bar switch system with several markers, автор: Christian, Jacobaeus Anton, дата публ. 05/25/1954, уполномоченный ERICSSON TELEFON AB L M (англ.). US Patent Office. Дата обращения: 23 июня 2014.
- United States Patent 3426157: "CIRCUIT ARRANGEMENT FOR GROUP SELECTORS IN AUTOMATIC TELEPHONE EXCHANGES", автор: Jacobaeus, Anton Christian", дата публ. 02/04/1969, уполномоченный ERICSSON TELEFON AB L M (англ.). US Patent Office. Дата обращения: 23 июня 2014.

### Статьи и книги
- Christian Jacobaeus. [WorldCat library catalog (англ.). WorldCat. Дата обращения: 6 июля 2014. A study on congestion in link systems] // Thesis/dissertation, Avhandling--Tekniska högskolan, Stockholm. — Stockholm, 1950.
- Christian Jacobaeus; John Hogg. [WorldCat library catalog (англ.). WorldCat. Дата обращения: 6 июля 2014. Evolution of the technology, 1876-1976]. — Orebro : [s.n.], серия "LM Ericsson 100 years, 3", 1977.
- Christian Jacobæus; Arne Jensen; F Ingvar Tånge. [WorldCat library catalog (англ.). WorldCat. Дата обращения: 6 июля 2014. Traffic engineering]. — Stockholm: Swedtel, 1986.